# Sedan (Kansas)
Sedan település az Amerikai Egyesült Államok Kansas államában, Chautauqua megyében, melynek megyeszékhelye is. Lakosainak száma 1000 fő (2020. április 1.).

## Népesség
A település népességének változása:

| 2010 | 1 124 |
| 2020 | 1 000 |